# Claudio Padua
Claudio Benedito Valladares-Padua, mais conhecido como Claudio Padua, é um biólogo brasileiro. É reitor da Escola Superior de Conservação Ambiental e Sustentabilidade e vice-presidente do Instituto de Pesquisas Ecológicas (IPÊ).
Claudio concluiu seu PhD em 1993. É casado com Suzana Padua, educadora ambiental e designer, e o casal possui três filhos.
Durante sua trajetória de conservação, Claudio atuou no Parque Estadual Morro do Diabo, que foi parcialmente inundado devido à construção da Usina Hidrelétrica de Rosana. Antes da inundação, Claudio integrou uma visita técnica para retirar os micos da região a ser impactada, em 1984, e desde então dedicou sua vida à conservação. Dentro do IPÊ, Cláudio atua no Programa Mico, protegendo o mico-leão-preto, uma espécie endêmica da Mata Atlântica. Ao longo do trabalho de conservação, o mico passou da classificação "criticamente ameaçado" para "em perigo", em 2008, mostrando que a espécie hoje está mais segura. No início do programa, se estimava uma população de 100 micos, e em 2019 essa estimativa era de 1500 micos. O projeto de conservação atualmente envolve outros profissionais, como a premiada bióloga Gabriela Cabral Rezende.

## Prêmios
Em 1999, ganhou o prêmio Whitley Awards. Continuou recebendo financiamento da instituição, com os prêmios Continuation Funding em 2002, 2005, 2007 e 2014.
Claudio e sua esposa Suzana foram os primeiros vencedores brasileiros do Prêmio Empreendedor Social, em 2009, e receberam o o prêmio anual de Conservação da Vida Selvagem do Zoológico e Jardim Botânico Cincinnati (EUA) em 2016.

## Ligação externa
- Currículo Lattes